# Galtür
Galtür är en ort och kommun i förbundslandet Tyrolen i Österrike. Kommunen har 780 invånare (2024), på en yta av 121,23 km². Det är en skidort i Alperna. I öster och söder gränsar kommunen till Schweiz och i väster till förbundslandet Vorarlberg.